# Yoshimi Yamashita
Yoshimi Yamashita (山下良美 Yamashita Yoshimi?, nacida en Nakano, Japón, el 20 de febrero de 1986) es una árbitra de fútbol japonesa internacional desde 2015. En 2022, hizo historia al participar en la Copa Mundial de Fútbol de 2022.

## Partidos internacionales
A continuación se listan los partidos internacionales donde ha actuado como árbitra principal.

### Copa Mundial de Fútbol Femenino Sub-17
| Copa Mundial de Fútbol Femenino Sub-17 | Copa Mundial de Fútbol Femenino Sub-17                                                 | Copa Mundial de Fútbol Femenino Sub-17 | Copa Mundial de Fútbol Femenino Sub-17 | Copa Mundial de Fútbol Femenino Sub-17 | Copa Mundial de Fútbol Femenino Sub-17   | Copa Mundial de Fútbol Femenino Sub-17 | Copa Mundial de Fútbol Femenino Sub-17 |
| Fecha                                  | Partido                                                                                | Sede                                   | Fase                                   | Amonestado                             | Otorgado · Otorgado otra vez · Expulsado | Expulsado                              | Anotado · Penal                        |
| -------------------------------------- | -------------------------------------------------------------------------------------- | -------------------------------------- | -------------------------------------- | -------------------------------------- | ---------------------------------------- | -------------------------------------- | -------------------------------------- |
| 13 de noviembre de 2018                | Nueva Zelanda 1 – 0 Archivado el 14 de noviembre de 2018 en Wayback Machine. Finlandia | Montevideo                             | Fase de grupos                         | 1                                      | 0                                        | 0                                      | 0                                      |
| 3 de octubre de 2016                   | Venezuela 2 – 1 Archivado el 22 de octubre de 2016 en Wayback Machine. Camerún         | Amán                                   | Fase de grupos                         | 3                                      | 0                                        | 0                                      | 0                                      |

### Copa Asiática Femenina de la AFC
| Copa Asiática Femenina de la AFC | Copa Asiática Femenina de la AFC | Copa Asiática Femenina de la AFC | Copa Asiática Femenina de la AFC | Copa Asiática Femenina de la AFC | Copa Asiática Femenina de la AFC         | Copa Asiática Femenina de la AFC | Copa Asiática Femenina de la AFC |
| Fecha                            | Partido                          | Sede                             | Fase                             | Amonestado                       | Otorgado · Otorgado otra vez · Expulsado | Expulsado                        | Anotado · Penal                  |
| -------------------------------- | -------------------------------- | -------------------------------- | -------------------------------- | -------------------------------- | ---------------------------------------- | -------------------------------- | -------------------------------- |
| 20 de abril de 2018              | China 3 – 1 Tailandia            | Amán                             | Tercer Puesto                    | 1                                | 0                                        | 0                                | 0                                |
| 9 de abril de 2018               | Tailandia 6 – 1 Jordania         | Amán                             | Fase de grupos                   | 1                                | 0                                        | 0                                | 0                                |

### Copa de Algarve
| Copa de Algarve    | Copa de Algarve          | Copa de Algarve               | Copa de Algarve | Copa de Algarve | Copa de Algarve                          | Copa de Algarve | Copa de Algarve |
| Fecha              | Partido                  | Sede                          | Fase            | Amonestado      | Otorgado · Otorgado otra vez · Expulsado | Expulsado       | Anotado · Penal |
| ------------------ | ------------------------ | ----------------------------- | --------------- | --------------- | ---------------------------------------- | --------------- | --------------- |
| 8 de marzo de 2017 | España 1 – 0 Canadá      | Apeadero de São João da Venda | Final           | 3               | 0                                        | 0               | 0               |
| 3 de marzo de 2017 | Portugal 0 – 6 Dinamarca | Parchal                       | Fase de grupos  | 0               | 0                                        | 0               | 1               |
| 1 de marzo de 2017 | Australia 0 – 1 Suecia   | Albufeira                     | Fase de grupos  | 1               | 0                                        | 0               | 0               |